# مصطفى بن يوسف الكرمي
الشيخ مصطفى بن يوسف الكرمي (عاش في الفترة بين 1660م–1760م، وتاريخ ولادته ووفاته غير معروف)، واسمه الكامل مصطفى بن يوسف بن يحيى بن يوسف بن أبي بكر بن أحمد بن أبي بكر بن يوسف بن أحمد الكرمي، هو عالم وفقيه مسلم، وُلِدَ ونشأ في مدينة طولكرم بفلسطين، كان أحد أبرز علماء الإسلام في القرن الثاني عشر للهجرة، وأحد أبرز علماء الحنابلة، وأحد أعلام فلسطين، وهو من أبرز مشايخ الإمام محمد بن أحمد السفاريني.

## سيرته
وُلِدَ مصطفى بن يوسف بن يحيى بن يوسف بن أبي بكر بن أحمد بن أبي بكر بن يوسف بن أحمد الكرمي في مدينة طولكرم بفلسطين ونشأ فيها في وسط عائلة عُرفت بالعلم؛ فوالده هو الشيخ "يوسف بن يحيى بن يوسف الكرمي"، وعمه هو الفقيه "أحمد بن يحيى بن يوسف الكرمي"، وأخ جده يحيى هو إمام الحنابلة الفقيه "مرعي بن يوسف بن أبي بكر الكرمي"، ومن أقاربه الفقيه "يوسف بن يحيى بن مرعي الكرمي" وهو حفيد الفقيه مرعي الكرمي.
تاريخ ولادة ووفاة الشيخ مصطفى غير معروف، لكنه من المُؤكد أنه قد عاش في الفترة الواقعة بين الأعوام (1660م–1760م)، وتلقى علومه الشرعية في طولكرم، فدرس في طولكرم القرآن واللغة مُنذ صغره، ثم قدم إلى دمشق فقرأ ودرس في الجامع الأموي، وليصبح بعد ذلك أحد أبرز مشايخ الجامع الأموي.
الشيخ مصطفى كان متزوجًا، وله أولاد لم يُعرف عددهم، كان من أبرزهم ابنه الشيخ "أحمد بن مصطفى الكرمي".
ذكر المُؤرخ الفلسطيني مصطفى مراد الدباغ الشيخ مصطفى في كتابه "بلادنا فلسطين" كواحد من أعلام فلسطين قائلًا: «ويُنسب إلى طولكرم: الفقيهان مصطفى بن يوسف الكرمي وعبد الرحيم الكرمي».

## شيوخه وعلومه
أخذ الشيخ مصطفى بن يوسف الكرمي علومه عن مجموعة من مشايخ وعلماء الإسلام وبخاصة الحنابلة، فكان الشيخ مصطفى من "المشايخ الفضلاء" في الفقه والتفسير والفرائض وغيرها.

## تلاميذه
كان للشيخ مصطفى بن يوسف الكرمي عددٌ كبير من تلاميذه الذين أخذوا العلم عنه في الجامع الأموي في دمشق، وقد كان من أبرز هؤلاء التلاميذ هو الإمام محمد بن أحمد السفاريني (المولود عام 1701م – والمتوفى عام 1774م)، كما أخذ الشيخ محمد بن حسن بن عمر الشطي علومه عن الشيخ مصطفى الكرمي بعد وفاته.

## ذِكره وثناء العلماء عليه
- ذكره الإمام محمد بن أحمد السفاريني في كتابه "لوامع الأنوار البهية وسواطع الأسرار الأثرية لشرح الدرة المضية في عقد الفرقة المرضية" قائلًا: «ومن مشائخي المعتبرين الشيخ مصطفى بن الشيخ يوسف الكرمي».[10]

- ذكر الشيخان "خالد الرباط" و"سيد عزت عيد" في كتابهما "الجامع لعلوم الإمام أحمد" بأنه: «المشايخ الفضلاء في الجامع الأموي بدمشق في الحديث والفقه والفرائض: الشيخ عبد القادر التغلبي، والشيخ مصطفى بن عبد الحق اللبدي، والشيخ مصطفى الكرمي، والشيخ عبد الرحيم الكرمي».[11]

- ذكره الباحث "الوليد مسلم أحمد حسنين" في دراسته وتحقيقه "مرعي الكرمي: مذهبه الكلامي مع تحقيق مخطوطته في القدر": «الشيخ مصطفى بن الشيخ يوسف فكان أيضًا من علماء الحنابلة، من تلاميذه العلامة الشيخ محمد السفاريني صاحب لوامع الأنوار».[5]